# Keone Young
Keone J. Young (nascido em 06 de setembro de 1947) é um ator estadunidense. Seu pai é chinês e sua mãe é japonesa.
Ele tem sido prolífico em seu trabalho de ator e fez aparições em várias séries de televisão, tais como variada Diff'rent Strokes, The Golden Girls, Murphy Brown, 'Mad About You, Family Matters, The Simpsons, House MD, Alias, JAG, The Steve Harvey Show, Zeke and Luther, Shake It Up: Made In Japan e as novelas The Young and the Restless e Generations.
Ele interpretou Dr. Michael Kwan no curta drama médico Kay O'Brien que foi ao ar no outono de 1986 na CBS. Apesar do fato de que a rede tinha grandes esperanças para a série, apenas 9 dos 13 episódios foram ao ar. Ele também era um semi-regular na série da HBO Deadwood como o Sr. Wu . Ele também desempenhou o Sr. Wu no filme Homens de Preto 3.
Em sua joventude teve muitos créditos em dublagens como: American Dragon: Jake Long, como Kaz emHi Hi Puffy AmiYumi, Mr. Sanban em Codename: Kids Next Door,Avatar: The Last Airbender, G.I. Joe: Renegades, como Mr. Wu na série da Nickelodeon Mighty B, Indiana Jones and the Emperor's Tomb, X-Men: The Official Game e Wolverine and the X-Men.
Young apareceu como governador Ho no filme North estrelado por Elijah Wood. Ele interpretou Senhor Chin em Mulan II.

## Ligações Externas
- Keone Young. no IMDb.
- Keone Young on the Internet Off-Broadway Database